# Civil War (película de 2024)
Civil War (conocida como Guerra civil en Hispanoamérica) es una película épica bélica distópica de acción anglo-estadounidense escrita y dirigida por Alex Garland. Está protagonizada por Kirsten Dunst, Wagner Moura, Stephen McKinley Henderson, Cailee Spaeny, Jesse Plemons y Nick Offerman; y la historia, ambientada en un futuro cercano, sigue a un equipo de periodistas que viajan por los Estados Unidos durante una guerra civil que ha envuelto a la nación estadounidense.
Civil War se estrenó en el festival South by Southwest el 14 de marzo de 2024 y se estrenó en cines en los Estados Unidos por A24 y en el Reino Unido por Entertainment Film Distributors el 12 de abril de 2024. Recibió críticas positivas de los críticos y recaudó 127 millones de dólares en todo el mundo.

## Argumento

Mapa de la división de los Estados Unidos, según los hechos descritos en la película:
Azul: Estados Leales.
Verde: Fuerzas Occidentales.
Rojo: Alianza Floridana.
Amarillo: Nuevo Ejército Popular.

En un futuro próximo, la guerra civil ha envuelto a Estados Unidos, librada entre el gobierno federal encabezado por un presidente autoritario que ya está en su tercer mandato, y el país sumido en varios movimientos secesionistas. A pesar de un discurso televisado del presidente de que la victoria está cerca, se sabe ampliamente que Washington D. C. pronto será atacado por las «Fuerzas Occidentales», una alianza militar formada por Texas y California. La veterana fotógrafa de guerra Lee Smith (Kirsten Dunst) y su colega periodista Joel (Wagner Moura) quedan atrapados en un atentado suicida mientras intentan cubrir el creciente desorden civil en la ciudad de Nueva York, junto con la joven aspirante a fotógrafa Jessie Cullen (Cailee Spaeny), que idolatra el trabajo de Lee.
Sobreviviendo al incidente, los dos periodistas comparten bebidas con su mentor Sammy (Stephen McKinley Henderson) y revelan su plan de dirigirse a Washington, D. C. e intentar entrevistar al presidente cada vez más aislado antes de que el grupo secesionista más fuerte, las «Fuerzas Occidentales» lideradas por los estados de Texas y California, pueda hacer a la capital. A pesar de intentar disuadir a la pareja, a Sammy, con la aprobación de Lee, se le permite unirse a ellos para poder dirigirse al frente actual en Charlottesville, Virginia. A la mañana siguiente, Lee descubre que Jessie ha convencido a Joel para que la deje unirse al trío, una petición a la que Lee accede.
En los primeros días del viaje, el grupo presencia y documenta una gasolinera donde los propietarios armados están torturando a personas que afirman ser saqueadores, combates entre milicias secesionistas y fuerzas leales donde se ejecuta a los soldados que se rinden, campos de refugiados para los desplazados por los combates en curso, una ciudad aparentemente idílica bajo guardia vigilante donde los residentes intentan ignorar la guerra por completo y una batalla de francotiradores donde los participantes se burlan de los intentos de Joel de determinar a favor o en contra de qué parte en guerra están luchando. Durante este período, Lee comienza a ver el potencial de Jessie como fotoperiodista, mientras Jessie está cada vez más insensible a los eventos presenciados y se expone cada vez más al peligro.
Mientras viajan por la carretera, los cuatro creen que los están siguiendo solo para descubrir que el vehículo detrás de ellos es Tony (Nelson Lee), el amigo de Lee y Joel, y su colega Bohai (Evan Lai), un par de reporteros de Hong Kong. Después de algunos viajes en auto, Bohai desaparece mientras conduce con Jessie en el auto con él y los demás los alcanzan y encuentran a ambos apuntados con pistola por milicias uniformadas desconocidas que están enterrando a civiles en una fosa común. En contra de la objeción de Sammy, los otros tres intentan negociar su liberación, pero el líder de la milicia ejecuta tanto a Bohai como a Tony por no ser «estadounidenses». Los demás son salvados por Sammy después de que embiste con el camión del grupo a miembros de la milicia, pero resulta mortalmente herido al hacerlo y muere tiempo después durante el viaje.
Traumatizados por los acontecimientos del día anterior, los tres restantes llegan a la base de operaciones avanzada de las Fuerzas Occidentales en Charlottesville, donde se revela que la mayor parte de los leales restantes se han rendido, dejando a Washington, D. C. en gran medida indefensa fuera de los restos de las fuerzas armadas y el Servicio Secreto.
El trío se une a las Fuerzas Occidentales mientras asaltan Washington, D. C., donde Jessie se expone repetidamente durante la pelea para capturar fotografías mientras Lee lucha contra el trastorno de estrés postraumático. Después de que las Fuerzas Occidentales traspasan el perímetro fortificado de la Casa Blanca, los tres encuentran el edificio prácticamente abandonado. Los soldados a los que siguen se enzarzan en un tiroteo con los pocos agentes del Servicio Secreto que aún custodian al presidente. Lee muere protegiendo a Jessie de los disparos, quien captura la fotografía de la muerte de Lee antes de continuar. Al entrar a la Oficina Oval, la pareja observa cómo los soldados sacan a rastras al encogido presidente de debajo de su escritorio y se preparan para ejecutarlo sumariamente. Joel los detiene momentáneamente para obtener una cita del presidente, quien responde: «Por favor, no dejen que me maten». Satisfecho con su respuesta, Joel deja de retrasar a los soldados para que disparen al presidente, mientras Jessie los captura en su fotografía de pie junto a su cuerpo.
Mientras tanto pasan los créditos, se aparece lentamente una fotografía de soldados sonrientes de las Fuerzas Occidentales posando con el cadáver del difunto presidente.

## Reparto
| - Kirsten Dunst como Lee Smith, una reconocida periodista de guerra de Colorado. - Wagner Moura como Joel, un periodista de Florida y colega de Lee. - Stephen McKinley Henderson como Sammy, un periodista The New York Times y mentor de Lee y Joel. - Cailee Spaeny como Jessie Cullen, una joven aspirante a fotógrafa de guerra. - Nick Offerman como el Presidente de los Estados Unidos - Sonoya Mizuno como la reportera británica Anya. - Jefferson White como Dave. - Jess Matney como un soldado. | - Nelson Lee como Tony. - Evan Lai como Bohai. - Karl Glusman como un militar. - Jin Ha como el francotirador - Jonica T. Gibbs como el militar de Western Forces Sergeant. - Juani Feliz como la agente del servicio secreto, Joy Butler. - Greg Hill como Pete. - Edmund Donovan como Eddie. - Jesse Plemons como un miliciano ultranacionalista. (cameo, sin acreditar) |

## Producción
En enero de 2022 se anunció que Alex Garland escribiría y dirigiría la película para A24, con Kirsten Dunst, Wagner Moura, Stephen McKinley Henderson y Cailee Spaeny como protagonistas. En abril se anunció que Karl Glusman formaría parte del reparto. En una entrevista concedida en mayo a The Daily Telegraph, Garland describió la película como un complemento de Men, y afirmó que «se sitúa en un punto indeterminado del futuro —o suficientemente lejos como para que yo pueda añadir una idea— y sirve como alegoría de ciencia ficción de nuestra actual situación polarizada». En la misma entrevista se reveló que Sonoya Mizuno formaba parte del reparto.
El rodaje comenzó en Atlanta el 15 de marzo de 2022. En mayo, la producción se había trasladado a Londres.

## Estreno
Civil War se estrenó en Estados Unidos de la mano de A24 el 12 de abril de 2024.